# 줄리 뉴마
줄리 뉴마(Julie Newmar, 1933년 8월 16일 ~ )는 미국의 배우, 댄서, 가수이다.

## 출연 작품
- 배트맨: 리턴 오브 더 케이프트 크루세이더스 (2016)
- 더 메카니컬 브레이드 (2012)
- 뷰티 달링 (2010)
- 오블리비언 2 (1996)
- 투 웡 푸 (1995)
- 오블리비언 (1994)
- 비버리 힐스의 두 사나이 (1989, Nudity Required)
- 귀신은 사랑 못해 (1990)
- 에이리언 대습격 (1987)
- 스트리트 워킹 (1985)
- 황홀한 연인 (1984)
- 히스테리컬 (1983)
- 별들의 전쟁(영어판) (1979)
- 맥켄나의 황금 (1969)
- 릴 애브너 (1959)
- 7인의 신부 (1954)
- 드미트리우스와 검투사들 (1954)
- 더 파머 테이크 어 와이프 (1953)
- 에디 캔터 스토리 (1953)
- 밴드 웨곤 (1953)
- 당신만을 (1952)

### 텔레비전
- 배트맨 (1966-67)